# 性價比
性價比（英語：price–performance ratio，或譯价格效能、效价比、价效比），在日本稱作成本效益比（英語：cost–performance ratio）——为性能和价格的比例，俗稱CP值。在經濟學和工程學，性價比指的是一個產品根據它的價格所能提供的性能的能力。在不考慮其他因素下，一般來說有着更高性價比的產品是更值得擁有的。
性價比的俗稱CP值，字面上看起來像是價格對於性能的比值，實際上是「性能對於價格的比值」。當一個產品改善，而價格維持不變時，CP值會上升，換句話說，當CP值上升時，實則上是性能對於價格比值上升。
另一種 CP 值
1986年11月底台北的國華廣告公司與日本東京的C & C行銷研究株式會社技術合作，隔年在國華廣告內部員工教育訓練課程之中提出 CP 值概念。 C 即Communication 行銷溝通或廣告宣傳的商品概念， P 即Performance 消費者使用商品後的商品滿意度。其關係度有3種 C ＞P ，C = P ， C ＜ P ，廣告代理商應追求達成 C = P 的廣告促銷企劃。